# Dicaelotus orbitalis
Dicaelotus orbitalis là một loài tò vò trong họ Ichneumonidae.